# 모토와니시역
모토와니시역(일본어: 本輪西駅)은 일본 홋카이도 무로란시에 위치한 홋카이도 여객철도 · 일본화물철도 무로란 본선의 철도역이다. 역 번호는 H33이며, 섬식 승강장 1면 2선의 구조를 갖춘 지상역이다. 화물역은 2014년 5월 29일까지 전용선을 이용한 차급화물을 취급했다. JX 닛코 일본석유에너지 무로란 제유소로 연결되는 전용선이 있어, 철도에 의한 석유 수송의 거점이었다.

## 이용 현황
| 승차 인원 추이 | 승차 인원 추이 |
| 연도           | 1일 평균       |
| -------------- | -------------- |
| 2006           | 36             |
| 2007           | 38             |
| 2008           | 33             |
| 2009           | 33             |
| 2010           | 36             |

## 역 주변
- 국도 제37호선
- 도오 자동차도 무로란 나들목
- 무로란 항

## 역사
- 1925년 8월 20일 : 일본국유철도의 역으로서 개업. 일반역.
- 1929년 10월 17일 : 모토와니시 부두 건설 제1기 공사 준공. 전용선 3 km 부설. 부두 전용 증기 기관차 2대, 5톤 크레인 2대 배치.
- 1938년 8월 : 선로 기면 하강 공사 완공. 원래는 역사보다 6m 높은 제방에 선로가 부설되어 있던 탓에 화물 취급에 지장이 있었다.[1]
- 1956년 12월 경 : 무로란 제유소 전용선 운용 개시.
- 1957년 5월 16일 : 역사 개축. 구내 확장 공사 준공.
- 1959년 3월 18일 : 과선교 설치.
- 1972년 7월 1일 : 전용선 착발 화물을 제외한 화물 취급 중지.
- 1984년
  - 2월 1일 : 소화물 취급 폐지.
  - 4월 1일 : 업무위탁역화.
- 1987년 4월 1일 : 일본국유철도 분할 민영화에 의해, 홋카이도 여객철도가 승계.
- 2011년 4월 1일 : 무인화.
- 2014년 5월 30일 : 차급 화물 취급 중지.

## 인접 역
| 홋카이도 여객철도 무로란 본선 | 홋카이도 여객철도 무로란 본선 | 홋카이도 여객철도 무로란 본선              |
| ----------------------------- | ----------------------------- | ------------------------------------------ |
| H 34 사키모리 오샤만베 방면   | ■ 무로란 본선                 | 히가시무로란 H 32 무로란 · 도마코마이 방면 |